# Bruno N’Gotty
Bruno N’Gotty (* 10. Juni 1971 in Lyon) ist ein ehemaliger französischer Fußballspieler mit kamerunischen Wurzeln. Der Abwehrspieler, der zwischen 1994 und 1997 in sechs Länderspielen für Frankreich auflief, gewann mit Paris Saint-Germain 1995/96 den Europapokal der Pokalsieger.

## Werdegang

### Karrierestart in Frankreich
N’Gotty begann mit dem Fußballspielen in seiner Heimatstadt bei Olympique Lyon. Als Nachwuchsspieler debütierte er Anfang 1988 anlässlich eines Pokalspiels unter Denis Papas in der ersten Mannschaft des Klubs. Anschließend setzte er sich im Kader des seinerzeitigen Zweitligisten fest und war fester Bestandteil der Mannschaft, die den Wiederaufstieg der Klubs in die Division 1 im Sommer 1989 bewerkstelligte. In der ersten Liga etablierte er sich als Stammspieler und erhielt aufgrund seiner mit Ronald Koeman vergleichbaren Spielweise den Namen Koeman noir.
An der Seite von Spielern wie Eugène Kabongo Ngoy, Rémi Garde, Samassi Abou und Florian Maurice verhalf N’Gotty dem Klub zu Beginn des Jahrzehnts zum Klassenerhalt in der französischen Eliteserie. Im Laufe der Spielzeit 1993/94, die er mit Olympique Lyon auf dem achten Tabellenplatz abschloss, weckte er die Aufmerksamkeit des französischen Nationaltrainers Aimé Jacquet. An der Seite von Zinédine Zidane und Lilian Thuram kam er am 17. August 1994 anlässlich eines Länderspiels gegen die tschechische Nationalmannschaft zu seinem Länderspieldebüt. Es gelang ihm jedoch nicht, sich in der Auswahl festzuspielen, obwohl er auf Vereinsebene im folgenden Jahr mit der Vizemeisterschaft hinter dem FC Nantes einen kleinen Erfolg aufzuweisen hatte. An der Seite von Éric Roy, Pascal Olmeta und Franck Gava war er dabei als einer der besten Verteidiger der Liga in 35 der 38 Saisonspiele aufgelaufen und hatte drei Tore erzielt.
N’Gotty verließ dennoch seinen Heimatverein, um beim Meister von 1994 und amtierenden Pokalsieger, dem Hauptstadtklub Paris Saint-Germain anzuheuern. Der Wunsch, durch den Vereinswechsel die Chancen auf Titelgewinne zu erhöhen, erfüllte sich bereits in seinem ersten Jahr. An der Seite von Julio César Dely Valdés, Bernard Lama, Youri Djorkaeff, Raí und Patrice Loko zog er mit der Mannschaft ins Endspiel um den Europapokal der Pokalsieger 1995/96 gegen den SK Rapid Wien ein. Im Brüsseler König-Baudouin-Stadion avancierte er am 8. Mai 1996 zum Matchwinner, als er in der 28. Spielminute mit einem Fernschuss den österreichischen Torhüter Michael Konsel zum spielentscheidenden Tor zum 1:0-Endstand überwand. Als Vizemeister hinter AJ Auxerre verpasste er mit dem Klub einen zweiten Titelgewinn knapp.
Die folgende Spielzeit war nahezu ein Spiegelbild von N’Gottys erster Spielzeit in Paris. Auch im Europapokal der Pokalsieger 1996/97 zog er mit der Mannschaft ins Endspiel ein. Die Titelverteidigung im Rotterdamer De Kuip misslang, da sich der von Bobby Robson betreute FC Barcelona durch ein Tor von Ronaldo mit einem 1:0-Sieg durchsetzte. Zudem blieb erneut die Meisterschaft versagt, als Tabellenzweiter hinter dem AS Monaco zog er allerdings mit dem Klub in die UEFA Champions League ein.
N’Gotty hatte sich jedoch erneut ins Notizbuch von Aimé Jacquet gespielt und lief 1997 abermals für die Équipe Tricolore auf. Zwar konnte er sich erneut nicht dauerhaft festspielen, die Spielzeit 1997/98 brachte ihm jedoch auf Vereinsebene mehrere Titelgewinne. Nachdem man in der Meisterschaft, die als Tabellenachter beendet wurde, frühzeitig alle Hoffnungen aufgegeben hatte, feierte er zwei Pokaltriumphe mit dem Klub. Im April gewann die Mannschaft in der Coupe de la Ligue ohne seine Mithilfe im Elfmeterschießen gegen Girondins Bordeaux den Titel, zudem zog er mit dem Klub ins Endspiel gegen den RC Lens um die Coupe de France 1997/98 ein. Dort blieb er Anfang Mai des Jahres ebenfalls ohne Spieleinsatz, als die Mannschaft durch Tore von Raí und Marco Simone einen 2:1-Erfolg feierte.

### Italien und Rückkehr nach Frankreich
N’Gotty, der keine Berücksichtigung im Kader der französischen Nationalmannschaft für die Weltmeisterschaft 1998 gefunden hatte, verließ im Sommer des Jahres sein Heimatland und wechselte in die italienische Serie A zum AC Mailand. An der Seite von Paolo Maldini, Alessandro Costacurta und Thomas Helveg gehörte er nur zeitweise zu den Stammkräften des lombardischen Vereins. Dennoch trug er in 25 Saisoneinsätzen zum Gewinn des Landesmeistertitels bei. Nachdem er zu Beginn der folgenden Spielzeit verletzungsbedingt nicht über den Status eines Ergänzungsspielers hinausgekommen war, verlieh ihn der Klub an den Ligarivalen SSC Venedig. Bei seinem neuen Klub gehörte er zu den Stammkräften, konnte aber den Abstieg des Klubs aus der Lagunenstadt in die Zweitklassigkeit zu Saisonende nicht verhindern.
Nach zwei Jahren in Italien kehrte N’Gotty im Sommer 2000 nach Frankreich zurück. Bei Olympique Marseille avancierte er zur Stammkraft in der Abwehrreihe. Mit der Mannschaft um Spieler wie Ibrahima Bakayoko, Frédéric Brando, Jacques Abardonado und Patrick Blondeau entrann er am Saisonende nur knapp dem Abstieg, als vor dem FC Toulouse, Racing Straßburg und AS Saint-Étienne der letzte Nicht-Abstiegsplatz belegt wurde. Nach nur einer Spielzeit verließ er Frankreich erneut.

### Jahre in England
Im Sommer 2001 heuerte N’Gotty bei den Bolton Wanderers an. Zunächst als Leihspieler verpflichtet, kaufte ihn der Verein aufgrund seiner Leistungen im Januar 2002. Mit der Mannschaft um Kevin Nolan, Fredi Bobič, Youri Djorkaeff und Michael Ricketts erreichte er in seinem ersten Jahr in England mit dem 16. Tabellenplatz den Klassenerhalt in der Premier League. Als Stammspieler war er auch in den folgenden Jahren treibende Kraft, die den Klub im englischen Oberhaus hielt. Nachdem Trainer Sam Allardyce Mitte des Jahrzehnts den Altersschnitt der Mannschaft senken wollte, wurde sein im Sommer 2006 auslaufender Vertrag beim Klub nicht verlängert.
N’Gotty zog daher ablösefrei zu Birmingham City weiter. Für den Vorjahresabsteiger lief er in der zweitklassigen Championship auf. Nach dem verpassten Wiederaufstieg zog er zum Saisonende zum Ligarivalen Leicester City weiter. Von dort wurde er im September 2008 zum Drittligisten Hereford United ausgeliehen, für den er einen Monat in der Football League One auflief. Anschließend kehrte er zu Leicester City zurück, wo im Sommer 2009 sein Vertrag auslief. Im Anschluss beendete er seine aktive Laufbahn.

## Erfolge
- Europapokalsieger der Pokalsieger: 1995/96
- Französischer Pokalsieger: 1997/98
- Französischer Ligapokalsieger: 1998
- Französischer Supercupsieger: 1998